# Debrecen
Debrecen (pronunciado /ˈdɛbrɛtsɛn/ (escucharⓘ) en latín: Debrecinum) es una ciudad de Hungría. Se encuentra en el extremo oriental de este país. Es la capital del condado de Hajdú-Bihar, y la segunda ciudad más poblada del país, por detrás de Budapest. Cuenta con 217 707 habitantes.
Fue la ciudad húngara más grande en el siglo XVIII y es uno de los centros culturales más importantes del pueblo húngaro, sede de la Universidad de Debrecen, entre otras instituciones notables. Debrecen también fue la capital de Hungría durante la revolución en 1848-1849. Durante la revolución, el destronamiento de la dinastía de los Habsburgo fue declarado en la Gran Iglesia Reformada. La ciudad también sirvió como la capital de Hungría al final de la Segunda Guerra Mundial en 1944-1945.

## Historia

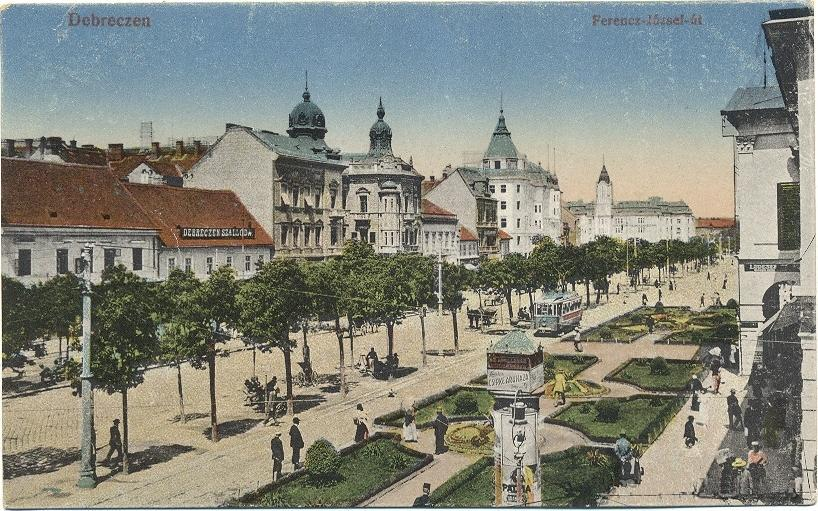
Calle en la década de 1910

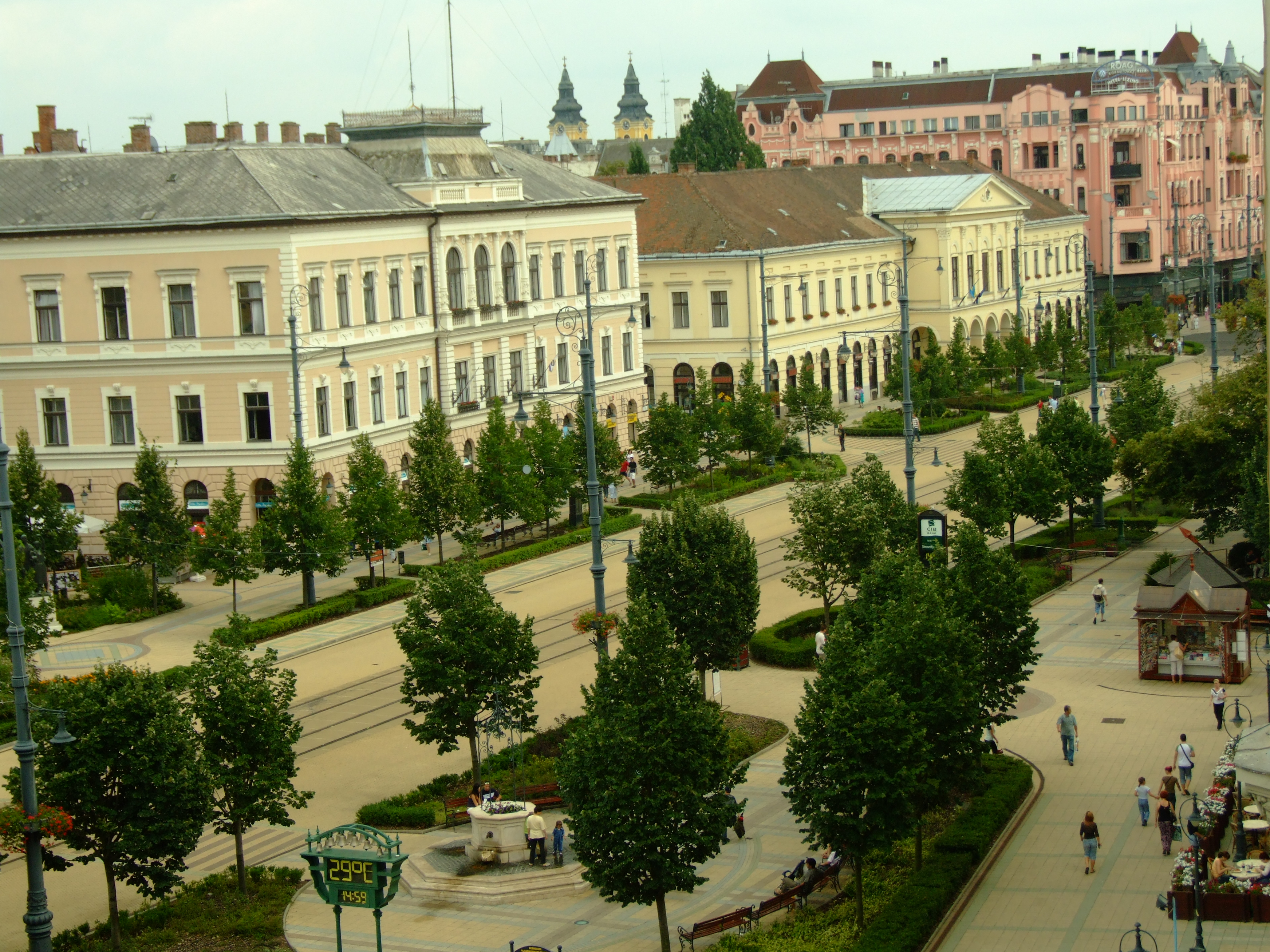
Centro de Debrecen en la actualidad

La primera vez que Debrecen apareció en las crónicas fue en 1235. Entonces sólo era un pequeño pueblo. Solo después de las invasiones de los tártaros, a comienzos del siglo XIII comienza a cobrar cierta importancia. Uno de los puntos más importantes de su historia reciente fue cuando el rey dio en la ciudad el privilegio de ser plaza de mercado, en 1361.
Al lado de la calle Piac, que forma el eje de la ciudad, construyeron el casco viejo, rodeado con un muro. El rey Zsigmond ordenó la construcción de una trinchera, originalmente con muro, a principios del siglo XV. Finalmente, no lo hicieron, porque esta región no tiene suficientes rocas y piedras.
Con el tiempo de la Reforma, las ideas calvinistas se extendieron, haciendo de la nueva religión la mayoritaria (en 2015 un 74 % de la población era calvinista), al contrario de lo que sucedía en el oeste del país, que continuaba fiel al catolicismo; esto le valió el sobrenombre de "Roma Calvinista". 
En 1848, la capitalidad de Hungría se traspasó de Budapest a Debrecen. El 14 de abril de 1849, los húngaros proclaman en la catedral de Debrecen la caída de los Habsburgo, emperadores de Austria y señores de Hungría, cosa que no llegó a ser así ya que estos gobernantes derrotaron al ejército húngaro.
Hoy Debrecen es la segunda ciudad más importante del país, con una importante universidad. El DVSC es el club deportivo más importante de la ciudad.

## Economía
La ciudad de Debrecen cuenta con una buena infraestructura que le permite mantener la comunicación con el resto de ciudades importantes y desarrollar así su economía. Principalmente con las del propio país Hungría, mediante su red de autopistas, y recientemente convirtiéndose en una de las vías de acceso desde Europa hacia el este con la prolongación al otro lado de la frontera por parte de Rumanía de la autopista que enlaza con el norte de Rumanía, sur de Ucrania, Moldavia y Rusia.
Además, cuenta con un aeropuerto internacional que entre otros destinos cuenta con un vuelo directo desde Debrecen a Barcelona.

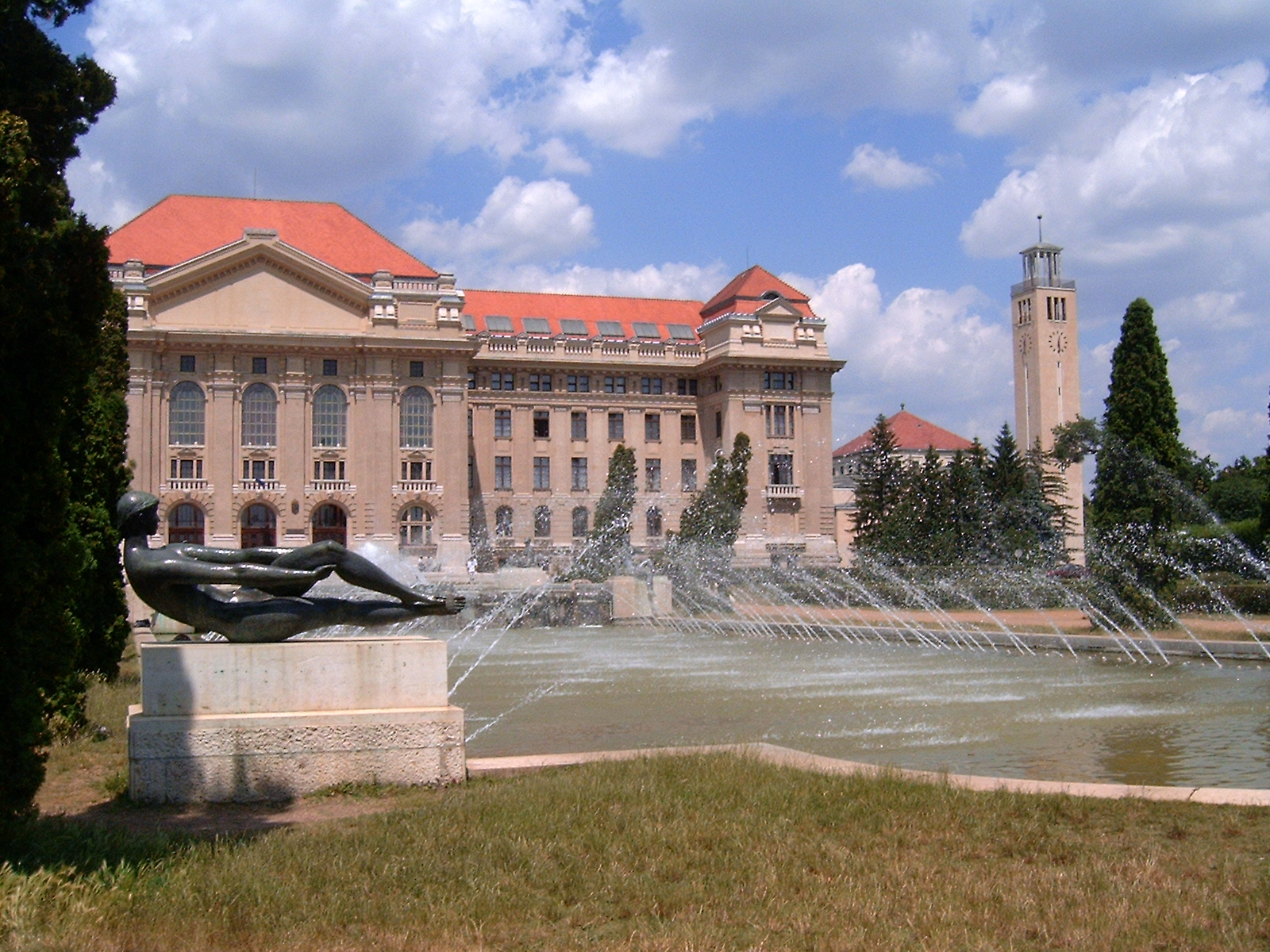
Universidad de Debrecen

Las principales industrias de la ciudad son las industrias farmacéutica (TEVA, Gedeon Richter), mecánica y automotriz (Continental, BMW).

## Transporte
- Estación de Debrecen
- Red de autopistas: la ciudad de Debrecen cuenta con buena comunicación por autopista con el resto del país. Además, recientemente volvió a recuperar parte de la importancia en el tránsito internacional de mercancías y transportes por carretera que le habían arrebatado Nyíregyháza y Szeged tras la ampliación de la autopista M35 hacia Oradea por parte de Rumanía, lo que le permite enlazar Europa central con el este por carretera.

## Ciudades hermanadas
La ciudad de Debrecen está hermanada con:
- Cattolica (Italia)
- Jyväskylä (Finlandia)
- Klaipėda (Lituania)
- Lublin (Polonia)
- Nuevo Brunswick (Estados Unidos)
- Oradea (Rumanía)
- Paderborn (Alemania)
- Rishon LeZion (Israel)
- Setúbal (Portugal)
- San Petersburgo (Rusia)
- Shumen (Bulgaria)
- Taitung (Taiwán)
- Tongliao (China)